# Dhat al-Riqa
Dhat al-Riqa es una localidad de Arabia Saudí. Durante la época del profeta islámico Mahoma, la Expedición de Dhat al-Riqa tuvo lugar aquí porque Mahoma recibió la noticia de que ciertas tribus de Banu Ghatafan se estaban reuniendo en Dhat al-Riqa con propósitos sospechosos.
Mahoma se dirigió hacia el Nejd al frente de 400 o 700 hombres, después de haber mandado a Abu Dhar - en la versión omeya, el jefe omeya que mató a Abu Dhar recibe este honor: Uthman ibn Affan - para disponer de los asuntos de Madinah durante su ausencia. ¡Los combatientes musulmanes se adentraron en sus tierras hasta llegar a un lugar llamado Nakhlah donde se encontraron con unos beduinos de Ghatfan. 2 versos del Corán 5:11 y 4:101 están relacionados con este acontecimiento.